# Obara
Obara ali ajmoht je juhi podobna slovenska narodna jed. Je samostojna jed, ki se kuha iz raznih vrst mesa, tudi iz drobovine.
Včasih je bila na mizi ob raznih svečanostih, kot del nacionalne kuhinje se je ohranila do danes. Posebno okusne so obare skupaj z ajdovimi ali krompirjevimi žganci.
Danes se v obare daje več zelenjave, na primer koleraba, gomoljna zelena, korenje ter grah.